# 賈姆
賈姆是伊朗的城市，位於該國西南部波斯灣和札格羅斯山脈之間的平原，由布什爾省負責管轄，距離首府布什爾190公里，海拔高度634米，2006年人口10,809。